# Ovakavağı, Karatay
Ovakavağı là một thị trấn thuộc quận Karatay, tỉnh Konya, Thổ Nhĩ Kỳ. Dân số thời điểm năm 2011 là 2.095 người.